# محمد بن مسلمة الأموي
محمد بن مسلمة بن عبد الملك بن مروان الأموي (84 هـ - 132 هـ) أمير أموي من القادة الشُجَعان، وكان شاعراً فارساً، وهو حفيد الخليفة عبد الملك بن مروان، وكان والده مسلمة يجعله قائداً على ميسرة جيشه في بعض حروبه مع الروم، وكان أشبه الناس بأبيه مسلمة المعروف بفارس بني مروان.
وفي معركة الزاب بين الأمويون والعباسيون قاتل محمد مع جيش الخليفة مروان بن محمد، وتقدم بفرسه وهو يقول:
وقاتل حتى قُتَل وذلك عام 132 هـ.

## نسبه
هو  مُحَمد بن مَسْلَمة بن عبد الملك بن مروان بن الحَكَم بن أبي العاص بن أمية بن عبد شمس بن عبد مناف بن قصي بن كلاب بن مرة بن كعب بن لؤي بن غالب بن فهر بن مالك بن النضر بن كنانة بن خزيمة بن مدركة بن إلياس بن مضر بن نزار بن معد بن عدنان الأموي القُرشي.